# Commission des champs de bataille nationaux
La Commission des champs de bataille nationaux  est un organisme qui veille à l'entretien et à l'animation du parc des Champs-de-Bataille, communément appelé les Plaines d'Abraham, à Québec. Elle est une agence du gouvernement canadien et fait partie du portefeuille du ministre du Patrimoine canadien.

## Histoire et description
La CCBN a été créée le 17 mars 1908, année du tricentenaire de Québec, pour conserver et mettre en valeur le site qui comprend :
- les plaines d’Abraham ;
- le parc des Braves ;
- le jardin Jeanne-d'Arc.

Au cœur des plaines d'Abraham, à deux pas du Musée national des beaux-arts du Québec, la CCBN est aussi responsable du kiosque Edwin-Bélanger, qui présente des spectacles musicaux en plein air.
L'organisme possède aussi son propre service de sûreté. Bien que le mot « sûreté » soit arboré sur leurs véhicules, ils sont néanmoins des agents de sécurité, assermentés au titre « d'agent de sûreté » et « d'agent d'autorité » par le ministre du Patrimoine canadien afin d'appliquer le Règlement relatif à la circulation sur les terrains du gouvernement et le Règlement sur le Parc des champs de bataille nationaux. En soi, les agents ne possèdent aucune arme et ont seulement le pouvoir juridique d'émettre des constats d'infractions aux automobilistes qui ne respectent pas le Code de la sécurité routière ou les visiteurs qui ne respectent pas les règlements du parc. Au besoin, le service de sûreté de la CCBN peut faire appel au Service de police de la ville de Québec qui se déplacera afin de venir en support aux agents.